# Adam Grünewald
Adam Grünewald (ur. 20 października 1902 we Frickenhausen am Main, zm. 22 stycznia 1945 w Veszprémie) – zbrodniarz nazistowski, komendant niemieckiego obozu koncentracyjnego Hertogenbosch/Vught i SS-Sturmbannführer.

## Życiorys
Urodzony we Frickenhausen am Main koło Würzburga. Z zawodu piekarz. W 1919 wstąpił do Freikorps, następnie do 1931 pełnił służbę w Reichswerze, w której osiągnął stopień sierżanta. W 1931 Grünewald wstąpił do NSDAP i SA, a w 1934 do SS. Służbę obozową rozpoczął w Lichtenburgu, gdzie przebywał w latach 1934–1937. Następnie przeniesiono go do Dachau, gdzie we wrześniu 1938 awansował na zastępcę kierownika obozu (2. Schutzhaftlagerführer). Od 1939 do 1942 był członkiem 3 Dywizji Pancernej SS „Totenkopf”. Jesienią 1942 został Schutzhaftlagerführerem w Sachsenhausen.
Od października 1943 do lutego 1944 Grünewald był komendantem obozu Hertogenbosch/Vught. Był on tu odpowiedzialny za zbrodnię, która przeszła do historii jako Bunkerdrama. W styczniu 1944 jedna z więźniarek z bloku 23b została uwięziona w obozowym areszcie (bunkrze). Na wieść o tym pozostałe więźniarki z bloku zaprotestowały, a komendant obozu karnie zamknął 74 z nich w celi o powierzchni 9 m², niemal bez żadnej wentylacji. Po 14 godzinach, 16 stycznia 1944 bunkier otwarto. 10 kobiet nie przeżyło nocy. Za tę zbrodnię Grünewald skazany został przez sąd SS na 3,5 roku więzienia, ale ostatecznie zdegradowano go i wcielono do jednostek Waffen-SS walczących na froncie wschodnim.
Ponownie stał się członkiem 3 Dywizji Pancernej SS „Totenkopf”, w składzie której zginął wiosną 1945 r. w czasie walk na Węgrzech.